# Lermontov (Armenia)
Lermontov (in armeno Լերմոնտով?) è un comune di 914 abitanti (2001) della Provincia di Lori in Armenia.